# Gyōki
Gyōki ou Gyōgi (行基), né en 668 dans le district d’Ōtori de la province de Kawachi (actuellement Sakai, Ebara-ji) et mort en 749, était un moine bouddhique japonais, figure importante du bouddhisme à l’époque de Nara. Il consacra sa vie à prêcher auprès du peuple dans les campagnes et à engager de nombreux travaux de construction et d’assistance aux nécessiteux, comme des hôpitaux ou des systèmes d’irrigation, mais aussi des ponts et des routes. Sa vie correspondait ainsi à l’époque où le bouddhisme, religion arrivée au Japon au VIe siècle, commençait à se répandre parmi le peuple. Si les prêches publics de Gyōki furent au début interdits par la cour en accord avec les codes monachiques, l’attitude du gouvernement impérial changea devant la popularité importante du moine. Deux ans après sa mort, la cour jugea qu’il s’agissait d’un bodhisattva, et il est honoré comme tel au Japon.

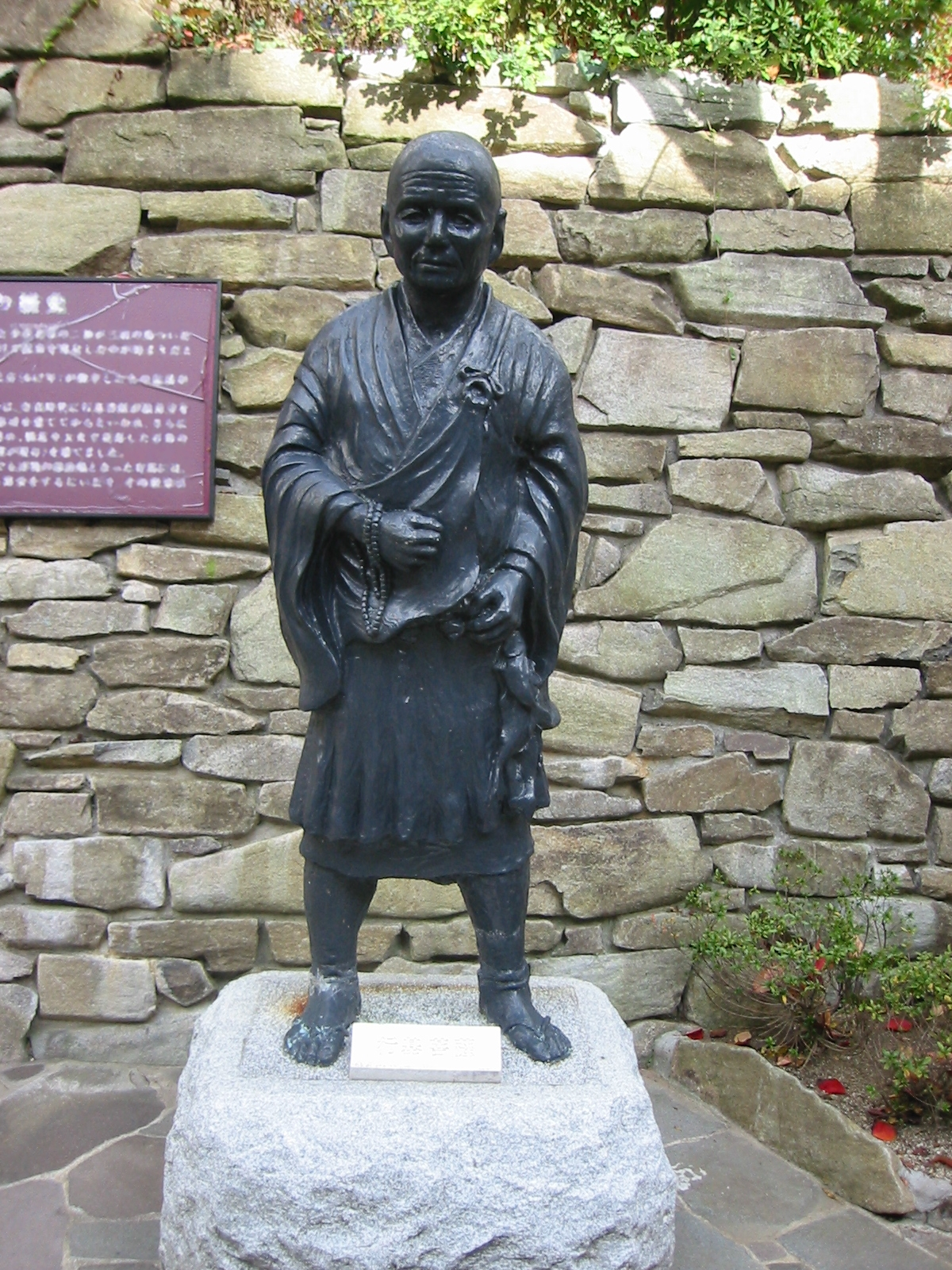
Statue de Gyōki à Kōbe.

Il eut pour autres noms Hōgyō, Shōjin rengyō daitoku et Gyōki bosatsu.

## Biographie
Gyōki descendait d’une famille coréenne de Baekje,. Il prit la tonsure au temple Asuka-dera de Nara à l’âge de quinze ans, puis étudia principalement le Yogacara (唯識), une doctrine centrale de l’école Hossō, auprès du maître Dōshō au Yakushi-ji ou au Gangō-ji, et probablement aussi de Gien,. En 704, il retourna dans sa région natale où il transforma sa maison en temple (nommé Ehara-dera) ; il partit ensuite en voyage dans tout le Japon pour bâtir des temples et des communautés locales, prêcher auprès du peuple et porter assistance aux nécessiteux.
Ses prédications devinrent notables vers 713, et il se forma autour de lui une communauté (ses disciples sont désignés par le terme d’ubasoku) qui œuvra principalement au Kansai, où elle fonda 49 monastères et couvents qui officiaient également comme hôpitaux pour les pauvres gens,. Les activités de Gyōki, inhabituelles alors, consistaient donc à battre le pays pour créer des communautés religieuses et transmettre les doctrines bouddhiques au peuple, tout en travaillant à l’amélioration des conditions de vie, par exemple l’irrigation, les hôpitaux, à une époque où le bouddhisme n’avait que peu percé dans les couches populaires. Il a notamment fondé le Daikōzen-ji en 717.

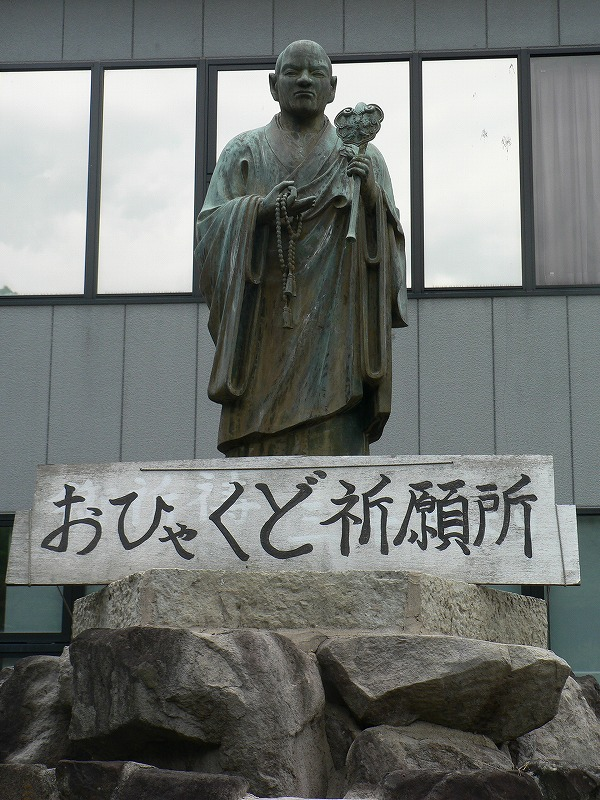
Statut en bronze de Gyōki à l'Ebara-ji, Sakai.

Toutefois, l’activité des moines était à l’époque strictement interdite en dehors des temples, si bien que Gyōki avait par ses nombreux voyages une position de prêtre non officiel (c’est-à-dire en dehors du contrôle du Bureau des affaires religieuses (僧綱, Sōgō)). Ses activités, contraire au Code de Taihō, furent ainsi interdites en 717 par la cour impériale, mais Gyōki passa outre, poursuivant ses prêches, formant de nouveaux disciples et multipliant les constructions (ponts, digues, canaux...).
La position de la cour s’adoucit dans les années 720, devant sa popularité et ses indéniables talents de bâtisseur et d’administrateur. Le rapprochement progressif avec la cour apparaît déjà évident en 731, année où le droit d’ordination fut en partie accordé au mouvement de Gyōki. Il fut d’ailleurs le premier moine de l’archipel à être honoré en 745 du titre de Dai-sōjō (plus haute distinction religieuse dans le système sōkan). Son opposition aux codes stricts de la cour contribua à sa popularité au-delà des cercles aristocratiques.
Le dernier grand projet du moine fut le Tōdai-ji, construit essentiellement entre 747 et 752, l’un des temples les plus importants de l’époque de Nara, patronnant un large réseau de monastères et couvents régionaux. Gyōki joua un rôle important dans la fondation du temple, étant chargé avec ses disciples de mener la campagne de collecte de dons (kanjin) pour financer le chantier, sollicitant tous les habitants du pays à donner ou à participer volontairement aux travaux. L’empereur comptait en effet sur la popularité du moine et son expérience pour collecter les fonds suffisants, si bien que la tradition identifie Gyōki comme l’un des quatre saints fondateurs du temple.
Gyōki mourut le 2 février 749 à l’âge de 80 ans. Il fut inhumé au Chikurin-ji (actuellement à Ikoma).

## Postérité
La cour impériale reconnut en Gyōki un bodhisattva en 751. Il apparaît souvent au Japon sous le nom de Gyōki bosatsu (« bosatsu » signifiant bodhisattva en japonais).
Extrêmement apprécié, Gyōki symbolise l’évolution de la société japonaise de l’époque (en particulier une certaine indépendance en rapport au pouvoir impérial) et l’expansion du bouddhisme parmi les couches populaires ; sa vie constitue par conséquent un important sujet d’étude pour les historiens japonais. Du fait des nombreux contes et légendes engendrés par l’importance du mouvement qu’il a initié parfois plusieurs siècles après sa mort, sa vie reste difficile à reconstruire et soumise à interprétation,.

### Cartes légendaires
Des légendes font de Gyōki l'auteur des plus anciennes cartes géographiques du Japon, mais comme ces cartes sont centrées autour de Kyoto, et non Nara, la capitale de l’époque, les savants réfutent cette attribution.